# Juin 1892

## Événements
- 23 juin, Empire russe : contre réforme municipale : 2/3 des électeurs sont éliminés par relèvement du cens, le contrôle administratif est renforcé. Les Juifs perdent leurs droits d’électeur aux Doumas.

- 29 juin : mort de Wassa Pacha, gouverneur du Liban. Les Ottomans nomment un gouverneur intérimaire, le président en exercice du Medjilis central. C’est le premier libanais nommé à ce poste.

- 30 juin : Homestead Strike, grève des aciéries Carnegie aux États-Unis.

## Naissances
- 23 juin : Mieczysław Horszowski, pianiste polonais naturalisé américain († 22 mai 1993).
- 26 juin : Pearl Buck, romancière américaine († 6 mars 1973).

## Décès
- 9 juin : William Grant Stairs, explorateur du continent africain.
- 29 juin : John Robson, premier ministre de la Colombie-Britannique alors qu'il était en fonction.